# Еріх Кестнер
Е́ріх Ке́стнер (нім. Erich Kästner; 23 лютого 1899, Дрезден — 29 липня 1974, Мюнхен) — німецький письменник, сценарист і кабаретист. Популярність в Німеччині Еріх Кестнер завоював завдяки своїм творам для дітей і сатиричній поезії на злободенні теми. Лауреат премії імені Г. К. Андерсена (1960).

## Біографія

### Дрезден (1899—1919)
Кестнер виріс у дрезденському районі Ойсере Нойштадт (нім. Äußere Neustadt) на вулиці Кенігсбрюкерштрассе (нім. Königsbrücker Straße). Недалеко від неї на першому поверсі вілли його дядька Франца Августина зараз розташовується Музей Еріха Кестнера. Батько Кестнера був шорником, а мати Іда працювала служницею, домробітницею і перукарем. Еріха пов'язували з матір'ю дуже тісні узи. Перебуваючи в Берліні і Лейпцигу, він щодня складав для своєї матері зворушливі листи та листівки. Ставлення до матері знайшло своє відображення і в творах Кестнера. Пізніше з'явилися чутки про те, що батьком Еріха був сімейний лікар Кестнер, єврей Еміль Ціммерманн (1864—1953). Однак ці чутки так і не знайшли свого підтвердження.
1913 року Еріх вступив на дрезденські вчительські курси, проте через три роки незадовго до їх закінчення перервав свою педагогічну освіту. Ці роки Кестнер описав у своїй книзі «Літаюча класна кімната». Спогади про дитячі роки письменник виклав в автобіографічному творі  «Коли я був маленьким», який вийшов 1957 року. Дитинство Кестнера закінчилося з початком Першої світової війни. 1917 року Кестнер був мобілізований на військову службу і пройшов річне навчання в роті важкої артилерії. Тяжкості військового життя, суворі випробування і жорстокість, з якою він зіткнувся в цей час, зіграли свою роль у формуванні антимілітаристських поглядів молодого Кестнера. Свого кривдника, сержанта Вауріха, винного в захворюванні серця Кестнера, поет зобразив у своєму однойменному сатиричному вірші. Після Першої світової війни Кестнер здав всі іспити на відмінно і отримав «золоту стипендію» від муніципалітету Дрездена.

### Лейпциг (1919—1927)
Восени 1919 року Кестнер поступив до Лейпцизького університету, де вивчав історію, філософію, германістику і театрознавство. Складна економічна ситуація і важке матеріальне становище змушували Кестнера підробляти: він продавав парфуми, працював поміником біржового маклера. 1925 року Кестнер захистив дисертацію на тему «Фрідріх Великий і німецька література». Незабаром гроші на навчання Кестнер став заробляти журналістикою і театральною критикою в літературній колонці газети «Neue Leipziger Zeitung». В 1927 у все більш критично налаштованого Кестнера звільнили після виходу еротичної поеми «Нічна пісня камерного віртуоза» з непристойними ілюстраціями Еріха Озера. У тому ж році Кестнер переїхав до Берліна, де продовжував роботу позаштатним кореспондентом відділу культури «Neue Leipziger Zeitung» під псевдонімом Бертольд Бюргер. Пізніше Кестнер публікувався і під іншими псевдонімами: Мельхіор Курц, Петер Флінт та Роберт Нойнер.
У додатку для дітей, що випускався Лейпцизьким видавництвом Отто Байєра сімейної газети «Beyers für Alle» (з 1928 року «Дитяча газета Клауса і Клер») в 1926—1932 роках під псевдонімом Клаус і Клер вийшло майже двісті історій, загадок і невеликих фейлетонів, які, як встановлено зараз, були написані здебільшого Кестнером.

### Берлін (1927—1933)
Період з 1927 року до падіння Веймарської республіки в 1933 році, проведені в Берліні, вважаються найпродуктивнішим періодом у житті Кестнера. За кілька років Кестнер став однією з найбільш значних фігур інтелектуального Берліна. Він публікував свої вірші, коментарі, репортажі та рецензії в різних періодичних виданнях Берліна. Він співпрацював на регулярній основі з багатьма щоденними газетами: «Berliner Tageblatt», «Vossische Zeitung» та «Die Weltbühne». Біографи Кестнера називають цифру в 350 статей, написаний в період з 1923 по 1933 роки. Фактична ж кількість може бути вищою. Багато робіт Кестнера були загублені під час пожежі в його квартирі в лютому 1944 року.
1928 року у світ вийшла перша книга Еріха Кестнера — збірка віршів лейпцизького періоду під назвою «Серце на талії». До 1933 року вийшло ще три поетичні збірки. Збірка «Прикладна лірика» вивела Кестнера в лідери художньої течії «нова матеріальність».
У жовтні 1929 року була опублікована перша дитяча книжка Кестнера «Еміль і детективи», яка користується успіхом і зараз. Книга була розпродана в Німеччині тиражем в два мільйони і переведена на 59 мов. На відміну від дитячої літератури того часу з його стерильним світом казок, дія роману Кестнера розгорталося в сучасному великому Берліні. На сучасний сюжет написані і дві інші дитячі книжки: «Кнопка і Антон» (1931) і «Літаюча класна кімната» (1933). Свій внесок в успіх книг Кестнера вніс ілюстратор Вальтер Трір.
Екранізація «Еміль і детективи» 1931 року, режисера Герхарда Лампрехта, користувалася великим успіхом. Кестнер, однак, залишився незадоволений сценарієм. Пізніше Кестнер сам писав сценарії для кіностудій в Бабельсберзі.
Єдиним романом, що має літературне значення, вважається опублікований 1931 року «Фабіан: історія одного мораліста». Написаний майже в кінематографіній манері роман розповідає про Берлін початку 1930-х років. У своєму описі життя безробітного філолога — германіста Якоба Фабіана Кестнер зобразив темп і суєтність того часу на тлі заходу Веймарської республіки.
З 1927 по 1929 роки Кестнер проживав в берлінському районі Вільмерсдорф на Празькій вулиці, 6 (нім. Prager Straße), а з 1929 по 1944 роки — на Рошерштрассе (нім. Roscherstraße) в Шарлоттенбурзі.

### Берлін (1933—1945)
Після приходу нацистів до влади 1933 року, Кестнер на відміну від більшості своїх колег, які критикували націонал-соціалізм, залишився в країні. Він виїжджав на деякий час в Мерано і Швейцарію, проте повернувся в Берлін. Кестнер пояснював свою поведінку, зокрема, бажанням бути очевидцем того, що відбувається. Крім цього, Кестнер не хотів залишати на самоті свою матір.
Кестнер кілька разів допитували у гестапо і виключили зі спілки письменників. Його твори були серед тих, що потрапили у вогонь на Бебельплац в 1933 році, як твори що «суперечать німецькому духу». Кестнер, єдиний з письменників, чиї книжки тоді спалили, особисто спостерігав за подіями на площі. Якась студентка впізнала його і вигукнула: «Ось він, ось Кестнер!». Він пише: «Вона так сильно здивувалася, побачивши мене, так би мовити, на моєму ж похороні серед скорботних, що аж показала на мене рукою. Мушу визнати, мені було неприємно». Публікація творів Кестнера в Третьому рейху була заборонена. У Швейцарії Кестнеру вдалося опублікувати нешкідливі розважальні романи «Троє у снігу» (1934). Як виняток Кестнеру було дозволено написати сценарій для гучного фільму «Мюнхгаузен».
1944 року квартира Кестнера в Шарлоттенбурзі була зруйнована потраплянням бомби. Щоб не загинути при штурмі Берліна радянськими військами, на початку 1945 року Кестнеру вдалося виїхати з кіногрупою нібито на зйомки в Тіроль, у селище Майргофен. Цей час Кестнер описав у своєму щоденнику «Нотабене 45», опублікованому в 1961 році.

### Мюнхен (1945—1974)
Після Другої світової війни Кестнер переїхав до Мюнхена, де керував літературним відділом мюнхенської газети «Neue Zeitung» і видавав газету для дітей та молоді «Пінгвін». У Мюнхені Кестнер присвятив себе літературному кабаре. Так, він працював на «Die Schaubude» (1945—1948) і «Die Kleine Freiheit» (з 1951 року) та на радіо. У цей час були створені численні номера, пісні, радіоспектаклі, промови та есе на тему нацизму, війни та сучасної зруйнованої Німеччини.
До цього періоду відноситься написання повісті «Дві Лотти» (нім. Das doppelte Lottchen) (1949), що отримала дуже широку популярність за рахунок більш ніж півтора десятків адаптацій у кіно різних країн (Німеччини, Великої Британії, Індії, Ірану, Кореї, США, Швеції, Японії), починаючи від знятого вже на наступний рік після виходу книги однойменного німецького фільму і японської Hibari no Komoriuta (1951) з Хібарі Місора і закінчуючи шведським   Tur & retur  (2003).
За все своє життя Кестнер так і не одружився, хоча мав позашлюбні зв'язки. Дві свої останні дитячі книги «Маленький Макс» і «Маленький Макс і маленька міс» Кестнер написав для свого позашлюбного сина Томаса, який народився в 1957 році.
Кестнер помер у мюнхенській клініці Нойперлах і похований на цвинтарі святого Георга в Богенхаузені.

## Додаткові джерела
- http://www.isfdb.org/cgi-bin/ea.cgi?186176 [Архівовано 26 лютого 2018 у Wayback Machine.]